# Aerolínea del Estado Mexicano

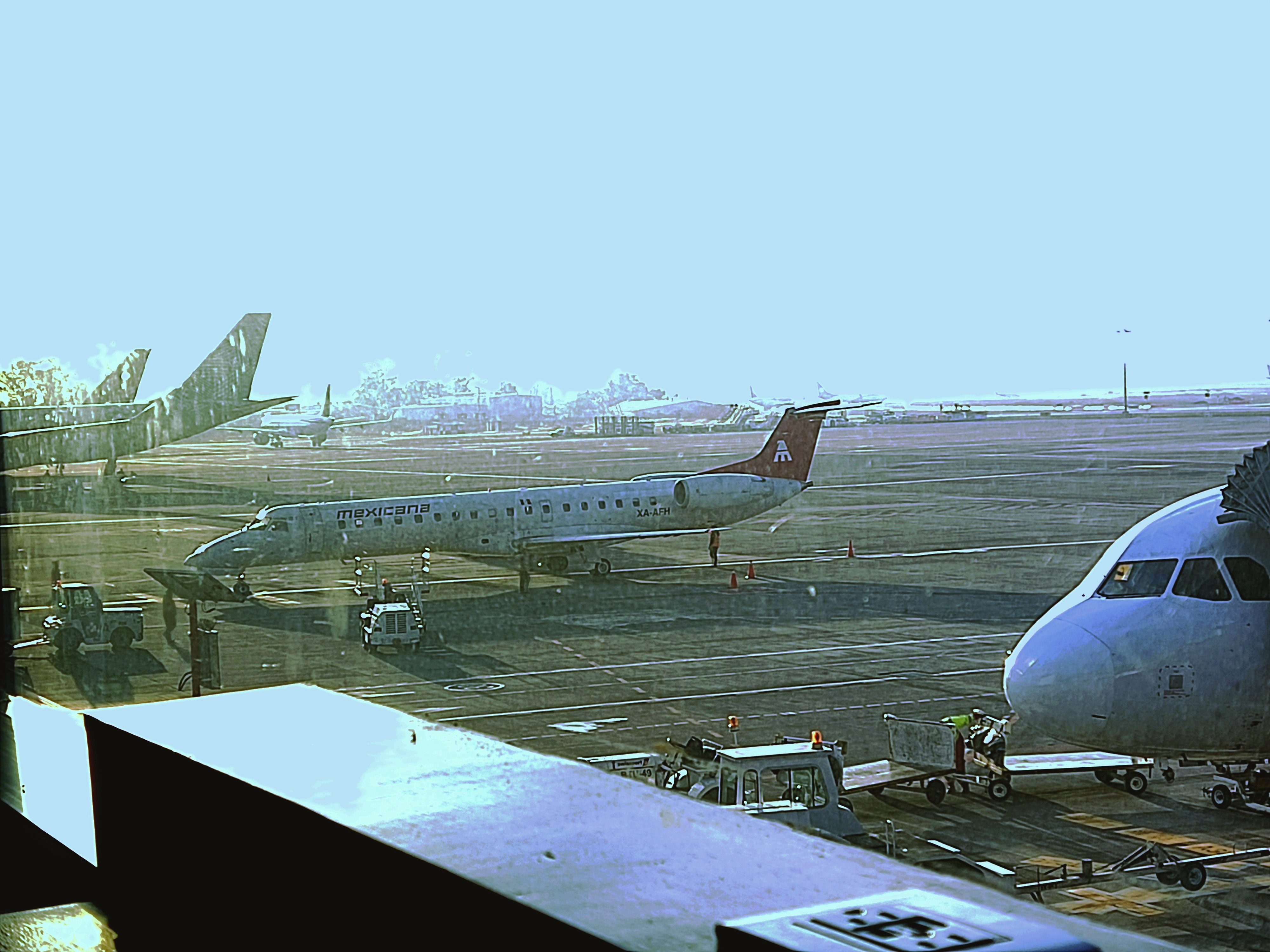
Embraer ERJ-145LR de TAR Aerolíneas (XA-AFH) operado para Mexicana en el Aeropuerto Internacional de Guadalajara

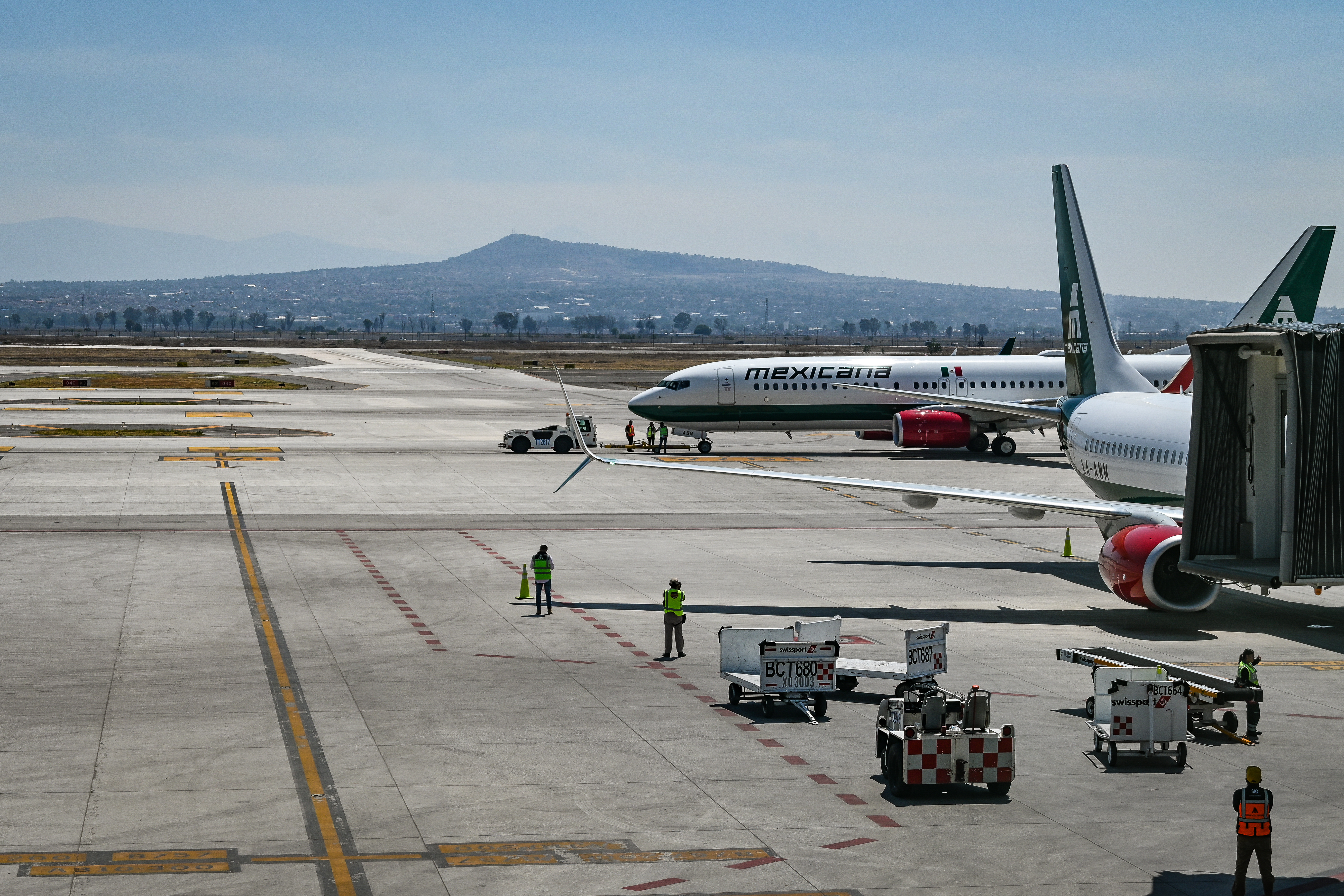
2 Boeing 737-800 de Mexicana de Aviación en las instalaciones del Aeropuerto Internacional Felipe Ángeles

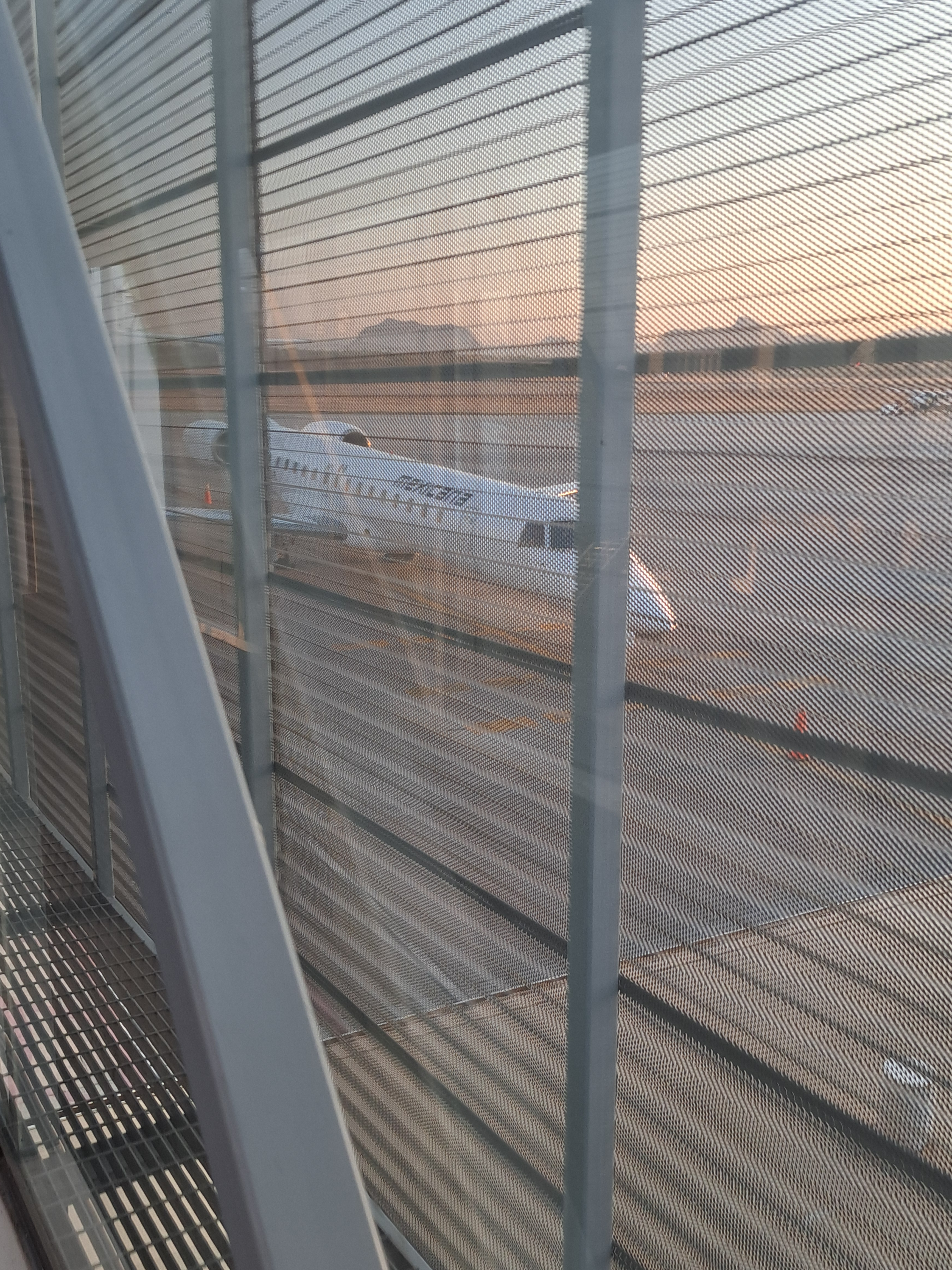
Embraer ERJ-145LR de Mexicana de Aviación desde puerta de abordaje del Aeropuerto Internacional General Ignacio Pesqueira García.

La Aerolínea del Estado Mexicano, S.A. de C.V.,es una empresa estatal propiedad del gobierno de México creada el 18 de mayo de 2023 y que tras la compra de la marca comercial de la antigua aerolínea operada como Mexicana de Aviación.
El 26 de diciembre de 2023 la nueva aerolínea dio inicio a sus operaciones con 14 rutas comerciales, comenzando con su vuelo inaugural hacia Tulum, el cual tuvo un desvío a Mérida por problemas climáticos.

## Historia
El 18 de mayo de 2023 se publicó en el Diario Oficial de la Federación la creación de la empresa Aerolínea del Estado Mexicano, S.A. de C.V. que podrá "promover, explotar y prestar el servicio público de transporte aéreo regular nacional e internacional de pasajeros, carga, correo o una combinación de estos, por cuenta propia o, a través de personas públicas o privadas.”
La aerolínea está a cargo de la Secretaría de la Defensa Nacional (empresa Olmeca-Maya-Mexica) y tiene operaciones en el Aeropuerto Internacional Felipe Ángeles.
Previamente el presidente Andrés Manuel López Obrador había anunciado su intención de darle a la empresa el nombre comercial de «Mexicana de Aviación», en referencia a la extinta compañía aeronáutica de México, la cual había quebrado en 2014. En julio de 2023 el gobierno registró la marca «Aerolínea Maya» como nombre alterno ante la dificultad para acordar la compra de la marca con el sindicato de la aerolínea. El 10 de agosto de 2023, el gobierno mexicano anunció la adquisición del nombre y la marca asociada.

## Destinos
Mexicana de Aviación vuela a 15 destinos en México.

### Futuros destinos
| Destino                          | Aeropuerto                                                | Fecha de inicio                 | Ref.                 |
| -------------------------------- | --------------------------------------------------------- | ------------------------------- | -------------------- |
| Montreal, Canadá                 | Aeropuerto Internacional Pierre Elliott Trudeau           | Planes de inicio en 2025        | [ 12 ] [ 13 ] [ 14 ] |
| Ottawa, Canadá                   | Aeropuerto Internacional de Ottawa                        | Planes de inicio en 2025        | [ 12 ] [ 13 ] [ 14 ] |
| Vancouver, Canadá                | Aeropuerto Internacional de Vancouver                     | Planes de inicio en 2025        | [ 12 ] [ 13 ] [ 14 ] |
| Bogotá, Colombia                 | Aeropuerto Internacional El Dorado                        | Planes de inicio en 2025        | [ 13 ] [ 14 ]        |
| San José, Costa Rica             | Aeropuerto Internacional Juan Santamaría                  | Planes de inicio en 2025        | [ 13 ] [ 14 ]        |
| La Habana, Cuba                  | Aeropuerto Internacional José Martí                       | Planes de inicio en 2025        | [ 13 ] [ 14 ]        |
| Atlanta, Estados Unidos          | Aeropuerto Internacional Hartsfield-Jackson               | Planes de inicio en 2025        | [ 12 ] [ 13 ] [ 14 ] |
| Boston, Estados Unidos           | Aeropuerto Internacional Logan                            | Planes de inicio en 2025        | [ 12 ] [ 13 ] [ 14 ] |
| Charlotte, Estados Unidos        | Aeropuerto Internacional de Charlotte-Douglas             | Planes de inicio en 2025        | [ 12 ] [ 13 ] [ 14 ] |
| Chicago, Estados Unidos          | Aeropuerto Internacional O'Hare                           | Planes de inicio en 2025        | [ 12 ] [ 13 ] [ 14 ] |
| Cleveland, Estados Unidos        | Aeropuerto Internacional de Cleveland-Hopkins             | Planes de inicio en 2025        | [ 12 ] [ 13 ] [ 14 ] |
| Dallas, Estados Unidos           | Aeropuerto Internacional de Dallas-Fort Worth             | Planes de inicio en 2025        | [ 12 ] [ 13 ] [ 14 ] |
| Detroit, Estados Unidos          | Aeropuerto Internacional de Detroit                       | Planes de inicio en 2025        | [ 12 ] [ 13 ] [ 14 ] |
| Fort Lauderdale, Estados Unidos  | Aeropuerto Internacional de Fort Lauderdale-Hollywood     | Planes de inicio en 2025        | [ 12 ] [ 13 ] [ 14 ] |
| Houston, Estados Unidos          | Aeropuerto Intercontinental George Bush                   | Planes de inicio en 2025        | [ 12 ] [ 13 ] [ 14 ] |
| Los Ángeles, Estados Unidos      | Aeropuerto Internacional de Los Ángeles                   | Planes de inicio en 2025        | [ 12 ] [ 13 ] [ 14 ] |
| Miami, Estados Unidos            | Aeropuerto Internacional de Miami                         | Planes de inicio en 2025        | [ 12 ] [ 13 ] [ 14 ] |
| Nueva York, Estados Unidos       | Aeropuerto Internacional John F. Kennedy                  | Planes de inicio en 2025        | [ 12 ] [ 13 ] [ 14 ] |
| Phoenix, Estados Unidos          | Aeropuerto Internacional de Phoenix-Sky Harbor            | Planes de inicio en 2025        | [ 12 ] [ 13 ] [ 14 ] |
| Portland, Estados Unidos         | Aeropuerto Internacional de Portland                      | Planes de inicio en 2025        | [ 12 ] [ 13 ] [ 14 ] |
| San Francisco, Estados Unidos    | Aeropuerto Internacional de San Francisco                 | Planes de inicio en 2025        | [ 12 ] [ 13 ] [ 14 ] |
| Tegucigalpa, Honduras            | Aeropuerto Internacional de Comayagua                     | Planes de inicio en 2025        | [ 13 ] [ 14 ]        |
| Apodaca, Nuevo León              | Aeropuerto Internacional del Norte                        | Planes de inicio en 2024 y 2025 | [ 15 ] [ 16 ]        |
| Cancún, Quintana Roo             | Aeropuerto Internacional de Cancún                        | Planes de inicio en 2024 y 2025 | [ 15 ] [ 16 ]        |
| Ciudad del Carmen, Campeche      | Aeropuerto Internacional de Ciudad del Carmen             | Planes de inicio en 2024 y 2025 | [ 15 ] [ 16 ]        |
| Ciudad Juárez, Chihuahua         | Aeropuerto Internacional Abraham González                 | Planes de inicio en 2024 y 2025 | [ 15 ] [ 16 ]        |
| Ciudad Obregón, Sonora           | Aeropuerto Internacional de Ciudad Obregón                | Planes de inicio en 2024 y 2025 | [ 15 ] [ 16 ]        |
| Colima, Colima                   | Aeropuerto Nacional Licenciado Miguel de la Madrid        | Planes de inicio en 2024 y 2025 | [ 15 ] [ 16 ]        |
| Cozumel, Quintana Roo            | Aeropuerto Internacional de Cozumel                       | Planes de inicio en 2024 y 2025 | [ 15 ] [ 16 ]        |
| Guaymas, Sonora                  | Aeropuerto Internacional General José María Yáñez         | Planes de inicio en 2024 y 2025 | [ 15 ] [ 16 ]        |
| Hermosillo, Sonora               | Aeropuerto Internacional General Ignacio Pesqueira García | Planes de inicio en 2024 y 2025 | [ 15 ] [ 16 ]        |
| Huatulco, Oaxaca                 | Aeropuerto Internacional de Bahías de Huatulco            | Planes de inicio en 2024 y 2025 | [ 15 ] [ 16 ]        |
| La Paz, Baja California Sur      | Aeropuerto Internacional de La Paz                        | Planes de inicio en 2024 y 2025 | [ 15 ] [ 16 ]        |
| Leon, Guanajuato                 | Aeropuerto Internacional del Bajío                        | Planes de inicio en 2024 y 2025 | [ 15 ] [ 16 ]        |
| Lázaro Cárdenas, Michoacán       | Aeropuerto Nacional de Lázaro Cárdenas                    | Planes de inicio en 2024 y 2025 | [ 15 ] [ 16 ]        |
| Loreto, Baja California Sur      | Aeropuerto Internacional de Loreto                        | Planes de inicio en 2024 y 2025 | [ 15 ] [ 16 ]        |
| Matamoros, Tamaulipas            | Aeropuerto Internacional General Servando Canales         | Planes de inicio en 2024 y 2025 | [ 15 ] [ 16 ]        |
| Monclova, Coahuila               | Aeropuerto Internacional Venustiano Carranza              | Planes de inicio en 2024 y 2025 | [ 15 ] [ 16 ]        |
| Nogales, Sonora                  | Aeropuerto Internacional de Nogales                       | Planes de inicio en 2024 y 2025 | [ 15 ] [ 16 ]        |
| Oaxaca, Oaxaca                   | Aeropuerto Internacional Xoxocotlán                       | Planes de inicio en 2024 y 2025 | [ 15 ] [ 16 ]        |
| Puebla, Puebla                   | Aeropuerto Internacional de Puebla                        | Planes de inicio en 2024 y 2025 | [ 15 ] [ 16 ]        |
| Salina Cruz, Oaxaca              | Estación Aeronaval de Salina Cruz                         | Planes de inicio en 2024 y 2025 | [ 15 ] [ 16 ]        |
| San Luis Potosí, San Luis Potosí | Aeropuerto Internacional de San Luis Potosí               | Planes de inicio en 2024 y 2025 | [ 15 ] [ 16 ]        |
| Tamuín, San Luis Potosí          | Aeropuerto Nacional de Tamuín                             | Planes de inicio en 2024 y 2025 | [ 15 ] [ 16 ]        |
| Ciudad de Panamá, Panamá         | Aeropuerto Internacional de Tocumen                       | Planes de inicio en 2025        | [ 13 ] [ 14 ]        |
| Lima, Perú                       | Aeropuerto Internacional Jorge Chávez                     | Planes de inicio en 2025        | [ 13 ] [ 14 ]        |
| Punta Cana, República Dominicana | Aeropuerto Internacional de Punta Cana                    | Planes de inicio en 2025        | [ 13 ] [ 14 ]        |
| Caracas, Venezuela               | Aeropuerto Internacional de Maiquetía Simón Bolívar       | Planes de inicio en 2025        | [ 13 ] [ 14 ]        |

## Controversias

### Cancelación de rutas
El 6 de enero de 2025, Mexicana de Aviación informó la cancelación e interrupción de sus operaciones y rutas en ocho lugares nacionales: Acapulco, Campeche, Guadalajara, Ixtapa, Puerto Laredo, Uruapan y Villahermosa. Dicha decisión se habría tomado tras finalizar su vínculo con TAR Aerolíneas, misma que proporcionaba a Mexicana dos aeronaves bajo un contrato de renta húmeda, dejando con ello a la flota de Mexicana con únicamente tres aviones en funcionamiento.
Durante su primer año de funcionamiento, Mexicana llevó alrededor de 382,000 viajeros, una cantidad significativamente menor a su meta inicial de tres millones. Además, la compañía aérea registró un ratio de ocupación del 45-47%, obteniendo con ello una participación de apenas el 0.5% del mercado mexicano lo que señala una demanda reducida en relación con sus rivales.
De enero a septiembre de 2024, los costos operativos de Mexicana superaron los 1.700 millones de pesos, mientras que en ingresos habría apenas alcanzado los 243,1 millones de pesos a través de la venta de boletos, obligando con ello a obtener fondos del Gobierno por más de 1.474 millones de pesos, además de otras contribuciones fiscales.

### Demanda en EE.UU.
Mexicana de Aviación enfrenta a un conflicto en Estados Unidos con la empresa SAT Aero Holdings. Dicha empresa, al principio del proyecto, le asistiría para el arrendamiento de aeronaves y en la contratación de las tripulaciones. Sin embargo, en mayo de 2024 la agencia Bloomberg dio a conocer la demanda interpuesta en contra de la paraestatal en donde la empresa demandante sostiene que ante la ausencia de colaboración para realizar estas labores, su empresa se vio en peligro y demandó, frente a un tribunal federal de Nueva York, una compensación de 838 millones de dólares, más otros 2,4 millones, en términos de costos.

## Flota
El inicio de operaciones estaba planeado para ser el 2 de diciembre de 2023, con una flota previamente planeada de 10 aviones Boeing 737-800. Sin embargo, el 9 de noviembre un avión Embraer 145LR es alquilado y pintado con la librea de la nueva aerolínea que, según habrían señalado fuentes oficiales, debido a la alta demanda de equipos 737-800 a nivel internacional. Sin embargo, se debería a que, al estar ésta sin aviones, no se podía iniciar el trámite del Certificado de Explotador de Servicios Aéreos.
El 3 de junio de 2024, Mexicana anuncia que ha pedido 20 aviones Embraer 190-E2/195-E2, los cuales serán entregados a partir del segundo trimestre de 2025.
A agosto de 2025, la flota de Mexicana consistía de los siguientes aviones con un promedio de edad de 5.5 años: